# Kenneth Mertz
Kenneth Mertz (født 1989) er en dansk atlet medlem af Sparta Atletik frem til 2008 i Køge Atletik.

## Internationale ungdomsmesterskaber
- 2011 U23-EM Kuglestød 17.plads 16,90
- 2007 U20-NM Kuglestød (6kg) 6.plads 15,88

## Danske mesterskaber
- Bronze 2010 Kuglestød 17,00

Junior
- Guld 2007 Tikamp 5312p

## Personlig rekord
- Kuglestød: 17,27 Söderhamn, Sverige 4. september 2010